# Live and Dangerous
Albums de Thin Lizzy
Bad Reputation
(1977) Black Rose: A Rock Legend
(1979)
Live and Dangerous est le premier album en public du groupe irlandais de hard rock Thin Lizzy. Il est paru le 2 juin 1978 sur le label Vertigo Records et a été produit par Tony Visconti et Thin Lizzy.

## Historique
Cet album a été enregistré en partie à Londres en 1976 pendant la tournée qui suivait la sortie de l'album Johnny the Fox et d'autre à Toronto en 1977 pendant la tournée promotionnelle de Bad Reputation.
Produit par Tony Visconti, il aurait été considérablement retouché en studio, puisque Visconti indique que les seules parties de l'enregistrement live qui ont été conservées finalement sont la batterie et le public. Néanmoins l'album aura un succès considérable (disque de platine au Royaume-Uni). En 2004, les lecteurs du magazine britannique Classic Rock l'élisent meilleur album live de tous les temps devant Strangers in the Night d'UFO et Made in Japan de Deep Purple.

Il est aussi le dernier album de Thin Lizzy sur lequel joue Brian Robertson qui fondera peu après Wild Horses avec le bassiste de Rainbow, Jimmy Bain.
Huey Lewis joue de l'harmonica sur Baby Drives Me Crazy et faisait partie du groupe Clover qui ouvrait pour Thin Lizzy lors du Johnny the Fox Tour 1976.
John Earl qui joue du saxophone sur Dancing in the Moonlight jouait avec Graham Parker and the Rumour qui faisait la première partie de Thin Lizzy pendant le Bad Reputation Tour 1977.

## Musiciens
- Phil Lynott : chant, basse.
- Brian Downey : batterie, percussions.
- Scott Gorham : guitare solo & rythmique, chœurs.
- Brian Robertson : guitare solo & rythmique, chœurs.

## Musiciens additionnels
- John Earl : saxophone sur Dancing in the Moonlight.
- Huey Lewis : harmonica sur Baby Drives Me Crazy.

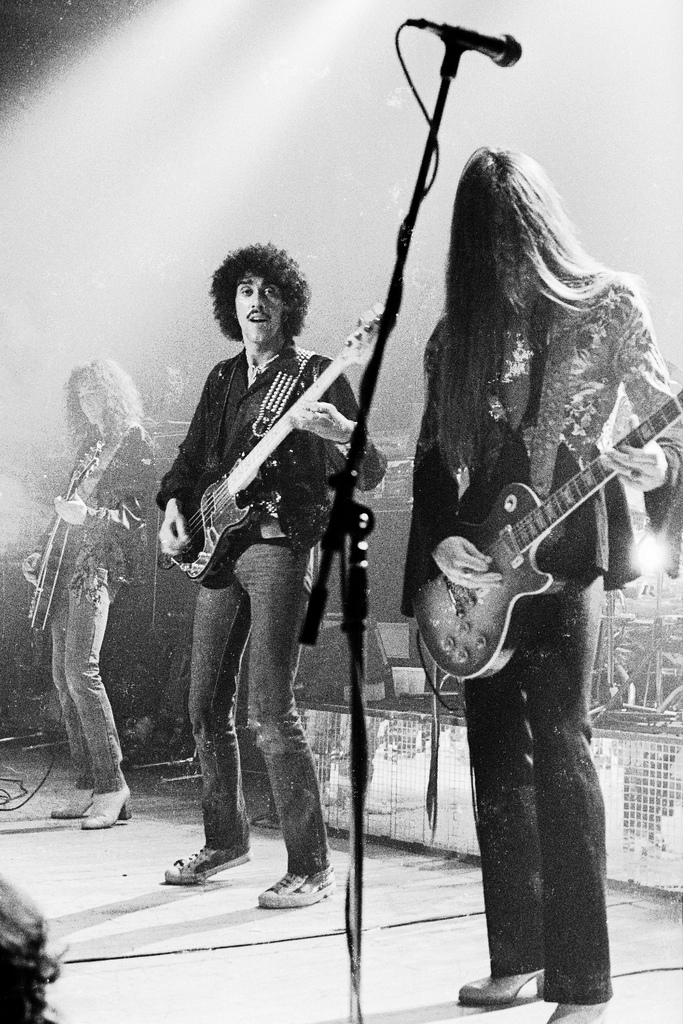
Thin Lizzy à Bradford le 24/11/1977

## Liste des pistes
Face 1
| No | Titre                  | Auteur                               | Durée |
| -- | ---------------------- | ------------------------------------ | ----- |
| 1. | Jailbreak              | Lynott                               | 4:31  |
| 2. | Emerald                | Lynott - Downey - Gorham - Robertson | 4:35  |
| 3. | Southbound             | Lynott                               | 4:44  |
| 4. | Rosalie / Cowgirl Song | Bob Seger / Lynott - Downey          | 4:15  |

Face 2
| No | Titre                               | Auteur                   | Durée |
| -- | ----------------------------------- | ------------------------ | ----- |
| 5. | Dancing In the Moonlight            | Lynott                   | 3:50  |
| 6. | Massacre                            | Lynott - Downey - Gorham | 3:00  |
| 7. | Still In Love With You              | Lynott                   | 7:40  |
| 8. | Johnny the Fox Meets Jimmy the Weed | Lynott - Downey - Gorham | 3:47  |

Face 3
| No  | Titre                     | Auteur                               | Durée |
| --- | ------------------------- | ------------------------------------ | ----- |
| 9.  | Cowboy Song               | Lynott - Downey                      | 4:55  |
| 10. | The Boys Are Back in Town | Lynott                               | 4:40  |
| 11. | Don't Believe a Word      | Lynott                               | 2:18  |
| 12. | Warriors                  | Lynott - Gorham                      | 3:59  |
| 13. | Are You Ready             | Lynott - Downey - Gorham - Robertson | 2:52  |

Face 4
| No  | Titre                | Auteur                               | Durée |
| --- | -------------------- | ------------------------------------ | ----- |
| 14. | Suicide              | Lynott                               | 5:05  |
| 15. | Sha La La            | Lynott - Downey                      | 5:41  |
| 16. | Baby Drives Me Crazy | Lynott - Downey - Gorham - Robertson | 6:42  |
| 17. | The Rocker           | Lynott - Eric Bell - Downey          | 4:18  |

## Charts et certification
Charts album
| Pays                                 | Durée du classement | Meilleur classement | Date            |
| ------------------------------------ | ------------------- | ------------------- | --------------- |
| Allemagne (GfK Entertainment)        | 3 semaines          | 11e                 | 27 janvier 2023 |
| Belgique (V) (Ultratop)              | 1 semaine           | 163e                | 28 janvier 2023 |
| Belgique (W) (Ultratop)              | 1 semaine           | 131e                | 28 janvier 2023 |
| Écosse (Scottish Album Chart)        | 3 semaines          | 7e                  | 2 février 2023  |
| États-Unis (Billboard 200)           | 15 semaines         | 84e                 | 12 août 1978    |
| Irlande (Irish Album Chart)          | 1 semaine           | 27e                 | 27 janvier 2023 |
| Nouvelle-Zélande (RMNZ Albums Top40) | 9 semaines          | 17e                 | 5 novembre 1978 |
| Pays-Bas (MegaCharts)                | 1 semaine           | 81e                 | 28 janvier 2023 |
| Royaume-Uni (UK Albums Chart)        | 64 semaines         | 2e                  | 24 juin 1978    |
| Suède (Sverigetopplistan)            | 3 semaines          | 27e                 | 14 juillet 1978 |
| Suisse (Schweizer Hitparade)         | 1 semaine           | 27e                 | 29 janvier 2023 |

Certifications
| Royaume-Uni | Platine | 300 000 + | 9 mars 1979 |

Charts singles
| Single                | Chart            | Durée du classement | Position | Date         |
| --------------------- | ---------------- | ------------------- | -------- | ------------ |
| Rosalie / Cowboy Song | UK Singles Chart | 13 semaines         | 20e      | 24 juin 1978 |